# Доеј сир ле Мињон
Доеј сир ле Мињон (фр. Doeuil-sur-le-Mignon) насеље је и општина у западној Француској у региону Поату-Шарант, у департману Приморски Шарант која припада префектури Сен Жан д'Анжели.
По подацима из 2011. године у општини је живело 339 становника, а густина насељености је износила 17,54 становника/km². Општина се простире на површини од 19,33 km². Налази се на средњој надморској висини од 40 метара (максималној 84 m, а минималној 28 m).

## Демографија
| 1962. | 1968. | 1975. | 1982. | 1990. | 1999. | 2011. |
| ----- | ----- | ----- | ----- | ----- | ----- | ----- |
| 390   | 436   | 361   | 325   | 327   | 320   | 339   |

График промене броја становника у току последњих година